# Shimakaze (1920)
Shimakaze (jap. 島風  pol. „wiatr wyspowy”), później patrolowiec nr 1 – jeden z 15 niszczycieli typu Minekaze zbudowanych dla cesarskiej japońskiej marynarki wojennej na początku XX wieku. Jednostka została przebudowana na okręt patrolowy w 1940 roku, a następnie na szybki transportowiec w następnym roku. Po rozpoczęciu wojny na Pacyfiku brał udział w kampanii filipińskiej w grudniu 1941 roku, w kampanii w holenderskich Indiach Wschodnich na początku 1942 roku i odegrał niewielką rolę w bitwie pod Midway w czerwcu 1942 roku, zanim został zatopiony przez amerykański okręt podwodny na początku 1943 roku.

## Budowa i służba
„Shimakaze” został zbudowany w stoczni w Maizuru. Stępkę położono 5 września 1919 roku, zwodowano 31 marca 1920 roku, a wcielono do służby 15 listopada tego roku. Po wejściu do służby okręt został przypisany do 3 dywizjonu niszczycieli w ramach Drugiej Floty. 11 października 1928 roku w kanale Uraga, podczas nocnych manewrów, „Shimakaze” zderzył się z bliźniaczym „Yūkaze”, powodując znaczne szkody na lewej burcie, które wymagały poważnego remontu.
W latach 1938–1939, zadaniem „Shimakaze” było patrolowanie wybrzeża Chin i wsparcie japońskich wojsk w walkach podczas drugiej wojny chińsko-japońskiej. Podczas bitwy o Szanghaj 25 września 1937 roku, podczas operacji na rzece Huangpu, „Shimakaze” znalazł się pod ostrzałem wojsk chińskich. Ranny został dowódca 3 dywizjonu niszczycieli komandor-podporucznik Fushimi Hiroyoshi. W grudniu 1938 roku 3 dywizjon niszczycieli został rozwiązany, a „Shimakaze” został przeniesiony do rezerwy.

### Jako Patrolowiec nr 1
W kwietniu 1940 roku, po gruntownych modyfikacjach, „Shimakaze” wrócił do służby w charakterze patrolowca i został przemianowany na Patrolowiec numer 1 (jap. 第一号哨戒艇 Dai-ichi-gō Shōkaitei). Po rozpoczęciu wojny na Pacyfiku 7 grudnia 1941 roku został on przydzielony do patrolowania i konwojowania wojsk na Filipiny, Holenderskie Indie Wschodnie i Wyspy Salomona. 12 stycznia 1943 roku, podczas eskortowania okrętu zaopatrzeniowego „Akebono” w Archipelagu Bismarcka, został storpedowany i zatopiony przez okręt podwodny USS „Guardfish” w okolicy Kavieng na Nowej Irlandii. Został skreślony z listy floty 10 lutego 1943 roku.

## Źródła
- R. Gardiner & R. Gray: Conway’s All the World’s Fighting Ships: 1906–1921. Annapolis, Maryland: Naval Institute Press, 1984. ISBN 0-85177-245-5.
- Stephen Howarth: The Fighting Ships of the Rising Sun: The Drama of the Imperial Japanese Navy, 1895–1945. Atheneum, 1983. ISBN 0-689-11402-8.
- Hansgeorg Jentschura, Dieter Jung & Peter Mickel: Warships of the Imperial Japanese Navy, 1869–1945. Annapolis, Maryland: United States Naval Institute, 1977. ISBN 0-87021-893-X.
- Allyn D. Nevitt: „IJN Okikaze: Tabular Record of Movement”. Long Lancers. Combinedfleet.com. Dostęp 30 lipca 2017.
- Anthony J. Watts & Brian G. Gordon: The Imperial Japanese Navy. Garden City, New York: Doubleday, 1971. OCLC 202878.
- M.J. Whitley: Destroyers of World War Two. Annapolis, Maryland: Naval Institute Press, 1988. ISBN 0-87021-326-1.